# Hesperilla andersoni
Hesperilla andersoni är en fjärilsart som beskrevs av Kirby 1893. Hesperilla andersoni ingår i släktet Hesperilla och familjen tjockhuvuden. Inga underarter finns listade i Catalogue of Life.